# The Bolshoi
The Bolshoi var en brittisk rockgrupp, huvudsakligen aktiv mellan 1984 och 1988. De är mest kända för hitlåtarna "Sunday Morning" och "Away" (alternativ stavning "A way").